# Praia do Puço
Praia do Puço é uma praia localizada na cidade de Vila do Conde, norte de Portugal.